# Copa Italia 2007-08
La Copa Italia 2007-08 también conocida como Copa TIM por razones de patrocinio, fue el sexagésimo primera edición del evento, que inició el 15 de agosto de 2007 y terminó el 24 de mayo de 2008. Por cuarto año consecutivo la final se disputó entre el Internazionale y la Roma. Al igual que en la edición anterior, Roma ganó la copa al derrotar al Inter con un resultado de 2-1 en la única final que tuvo lugar en el Estadio Olímpico de Roma. Con esta victoria, Roma ha alcanzando por novena vez el trofeo.

## Equipos participantes
| - Serie A (20 equipos) - A. C. Milan - A. S. Roma - Atalanta B. C. - Cagliari - Catania - Empoli F. C. - A. C. F. Fiorentina - Genoa C. F. C. - F. C. Internazionale - Juventus F. C. - S. S. Lazio - A. S. Livorno - S. S. C. Napoli - U. S. Palermo - Parma F. C. - Reggina - U. C. Sampdoria - A. C. Siena - Torino F. C. - Udinese | - Serie B (22 equipos) - U. C. AlbinoLeffe - Ascoli - U. S. Avellino - A. S. Bari - Bologna F. C. - Brescia - A. C. Cesena - Chievo Verona - Frosinone - U. S. Grosseto F. C. - U. S. Lecce - A. C. Mantova - Messina - Modena F. C. - Piacenza - A. C. Pisa - Ravenna - Rimini F. C. - Spezia - F. C. Treviso - U. S. Triestina - Vicenza |

## Calendario

### Primera ronda
| 15 de agosto de 2007 | Rimini F. C.                                                                                     | 6:0 (2:0) | Frosinone | Stadio Romeo Neri, Rímini    |                              |
|                      | Jeda 11', 49', 52' (pen) · Roberto Vitiello 49' · Davide Moscardelli 67' · Francesco Valiani 72' | Reporte   |           | Árbitro(s): Nicola Pierpaoli | Árbitro(s): Nicola Pierpaoli |

| 15 de agosto de 2007 | F. C. Treviso                                   | 2:2 (0:0, 1:1) (1:1 t. s.)(4 – 3 p.) | U. S. Lecce                                          | Stadio Omobono Tenni, Treviso |                          |
|                      | Scaglia 55' · Smit 115'                         | Reporte                              | 61' Valdes · 91' Tiribocchi                          | Árbitro(s): Denis Salati      | Árbitro(s): Denis Salati |
|                      |                                                 | Tiros desde el punto penal           |                                                      |                               |                          |
|                      | Quadrini · Guigou · Venitucci · Viali · Scaglia |                                      | Tiribocchi · Valdes · Vives · Giuliatto · Diamoutene |                               |                          |

| 14 de agosto de 2007 | Messina                                        | 2:2 (0:0, 2:2) (0:0 t. s.)(3 – 4 p.) | Vicenza                                            | Stadio San Filippo, Messina    |                                |
|                      | Degano 36' · Lazzari 73'                       | Reporte                              | 77' Raimondi · 90' Scardina                        | Árbitro(s): Michele Cavarretta | Árbitro(s): Michele Cavarretta |
|                      |                                                | Tiros desde el punto penal           |                                                    |                                |                                |
|                      | Degano · Lazzari · Parisi · D'Aversa · Coppola |                                      | Serafini · Cudini · Cavalli · Helguera · Rigoni L. |                                |                                |

| 15 de agosto de 2007 | A. S. Bari | 1:0 (0:0) | U. C. AlbinoLeffe | Estadio San Nicola, Bari  |                           |
|                      | Donda 75'  | Reporte   |                   | Árbitro(s): Carmine Russo | Árbitro(s): Carmine Russo |

| 14 de agosto de 2007 | Bologna F. C.                    | 2:1 (0:0) | Modena F. C. | Estadio Renato Dall'Ara, Bolonia |                            |
|                      | Marazzina 65' · Carrus 76' (pen) | Reporte   | 49' Bruno    | Árbitro(s): Mauro Bergonzi       | Árbitro(s): Mauro Bergonzi |

| 15 de agosto de 2007 | U. S. Triestina | 1:0 (1:0) | A. C. Mantova | Estadio Nereo Rocco, Trieste |                          |
|                      | Allegretti 27'  | Reporte   |               | Árbitro(s): Dino Tommasi     | Árbitro(s): Dino Tommasi |

| 14 de agosto de 2007 | Piacenza                     | 2:0 (0:0) | Spezia | Stadio comunale, Fiorenzuola d'Arda |                            |
|                      | Anaclerio 74' · Patrascu 87' | Reporte   |        | Árbitro(s): Daniele Orsato          | Árbitro(s): Daniele Orsato |

| 15 de agosto de 2007 | Ravenna    | 1:0 (0:0) | Chievo Verona | Stadio Bruno Benelli, Rávena |                              |
|                      | Fofanà 87' | Reporte   |               | Árbitro(s): Riccardo Pinzani | Árbitro(s): Riccardo Pinzani |

| 15 de agosto de 2007 | Genoa C. F. C.             | 2:1 (2:1) | U. S. Grosseto F. C. | Estadio Luigi Ferraris, Génova |                          |
|                      | Milanetto 3' · N'Diaye 16' | Reporte   | 32' Grosseto         | Árbitro(s): Luca Marelli       | Árbitro(s): Luca Marelli |

| 15 de agosto de 2007 | U. S. Avellino | 0:2 (0:2) | Ascoli           | Estadio Partenio-Adriano Lombardi, Avellino |                              |
|                      |                | Reporte   | 23', 31' Guberti | Árbitro(s): Valerio Scoditti                | Árbitro(s): Valerio Scoditti |

| 15 de agosto de 2007 | S. S. C. Napoli                                      | 4:0 (2:0) | A. C. Cesena | Estadio San Paolo, Nápoles       |                                  |
|                      | Calaiò 20' · Hamšík 40' · De Zerbi 75' · Domizzi 90' | Reporte   |              | Árbitro(s): Massimiliano Velotto | Árbitro(s): Massimiliano Velotto |

| 15 de agosto de 2007 | A. C. Pisa                   | 2:1 (0:0) | Brescia        | Stadio Marcello Melani, Pistoya |                          |
|                      | Ciotola 85' · Castillo 90+2' | Reporte   | 56' Possanzini | Árbitro(s): Paolo Valeri        | Árbitro(s): Paolo Valeri |

### Segunda ronda
| 18 de agosto de 2007 | A. S. Bari                    | 2:0 (1:0) | Vicenza | Estadio San Nicola, Bari     |                              |
|                      | Lanzafame 40' · Santoruvo 56' | Reporte   |         | Árbitro(s): Valerio Scoditti | Árbitro(s): Valerio Scoditti |

| 18 de agosto de 2007 | Bologna F. C.                                    | 1:1 (1:0, 0:1) (0:0 t. s.)(3 – 4 p.) | U. S. Triestina                                  | Estadio Renato Dall'Ara, Bolonia |                                |
|                      | Mingazzini 20'                                   | Reporte                              | 71' Graffiedi                                    | Árbitro(s): Michele Cavarretta   | Árbitro(s): Michele Cavarretta |
|                      |                                                  | Tiros desde el punto penal           |                                                  |                                  |                                |
|                      | Marazzina } · Mingazzini · Terzi · Daino · Moras |                                      | Pesaresi · Testini · Graffiedi · Sgrigna · Rossi |                                  |                                |

| 18 de agosto de 2007 | Ravenna  | 1:2 (1:0) | Piacenza              | Stadio Bruno Benelli, Rávena |                           |
|                      | Aloe 38' | Reporte   | 48' Wolf · 60' Guzmán | Árbitro(s): Carmine Russo    | Árbitro(s): Carmine Russo |

| 18 de agosto de 2007 | Ascoli                                | 3:2 (1:0, 1:2) (1:0 t. s.) | Genoa C. F. C.            | Estadio Cino e Lillo Del Duca, Ascoli Piceno |                          |
|                      | Soncin 33' · Melucci 87' · Centi 114' | Reporte                    | 54' Di Vaio · 89' N'Diaye | Árbitro(s): Paolo Valeri                     | Árbitro(s): Paolo Valeri |

| 18 de agosto de 2007 | Rimini F. C.                                       | 3:1 (3:0) | F. C. Treviso        | Stadio Romeo Neri, Rímini |                          |
|                      | Francesco Valiani 6' · Ricchiutti 28' · Pagano 41' | Reporte   | 48' (aut.) Cristiano | Árbitro(s): Dino Tommasi  | Árbitro(s): Dino Tommasi |

| 18 de agosto de 2007 | S. S. C. Napoli         | 3:2 (0:1, 1:0) (2:0 t. s.) | A. C. Pisa  | Estadio San Paolo, Nápoles   |                              |
|                      | Lavezzi 50', 103', 119' | Reporte                    | 19' Kutuzov | Árbitro(s): Riccardo Pinzani | Árbitro(s): Riccardo Pinzani |

### Tercera ronda
| 29 de agosto de 2007 | Torino F. C.                          | 3:2 (2:0, 0:2) (1:0 t. s.) | Rimini F. C.                           | Estadio Olímpico de Turín, Turín |                             |
|                      | Ventola 18' · Barone 42' · Rosina 97' |                            | 85' Francesco Valiani · 87' Ricchiutti | Árbitro(s): Andrea De Marco      | Árbitro(s): Andrea De Marco |

| 29 de agosto de 2007 | Cagliari             | 2:1 (1:0) | A. C. Siena     | Estadio Sant'Elia, Cagliari |  |
|                      | Acquafresca 18', 62' |           | 90+2' Maccarone |                             |  |

| 29 de agosto de 2007 | Udinese                           | 3:0 (1:0) | A. S. Bari | Dacia Arena, Údine           |                              |
|                      | Paolucci 37', 87' · Di Natale 53' |           |            | Árbitro(s): Nicola Pierpaoli | Árbitro(s): Nicola Pierpaoli |

| 29 de agosto de 2007 | U. S. Triestina                         | 0:0 (0:0) (0:0 t. s.)(2 – 4 p.) | Catania                            | Estadio Nereo Rocco, Trieste |  |
|                      |                                         |                                 |                                    | Árbitro(s): Gabriele Gava    |  |
|                      |                                         | Tiros desde el punto penal      |                                    |                              |  |
|                      | Graffiedi · Granoche · Milani · Testini |                                 | Mascara · Baiocco · Stovini · Izco |                              |  |

| 29 de agosto de 2007 | S. S. C. Napoli                         | 1:1 (0:0, 1:1) (0:0 t. s.)(4 – 3 p.) | A. S. Livorno                                  | Estadio San Paolo, Nápoles       |                                  |
|                      | Domizzi 89'                             | Reporte                              | 82' Tavano                                     | Árbitro(s): Massimiliano Velotto | Árbitro(s): Massimiliano Velotto |
|                      |                                         | Tiros desde el punto penal           |                                                |                                  |                                  |
|                      | Domizzi · Calaiò · Dalla Bona · Gargano |                                      | Diamanti · Rossini · Loviso · Balleri · Tavano |                                  |                                  |

| 29 de agosto de 2007 | Ascoli                      | 2:1 (1:0) | Atalanta B. C. | Estadio Cino e Lillo Del Duca, Ascoli Piceno |                        |
|                      | Di Donato 38' · Soncin 121' | Reporte   | 51' Padoin     | Árbitro(s): Luca Banti                       | Árbitro(s): Luca Banti |

| 29 de agosto de 2007 | Parma F. C.           | 1:3 (0:0) | Juventus F. C.                                | Estadio Ennio Tardini, Parma |                            |
|                      | Castellini 38' (pen.) | Reporte   | 62' Molinaro · 73' Almirón · 82' Salihamidžić | Árbitro(s): Mauro Bergonzi   | Árbitro(s): Mauro Bergonzi |

| 29 de agosto de 2007 | Reggina                               | 3:2 (2:2) | Piacenza                 | Stadio Oreste Granillo, Regio de Calabria |  |
|                      | Cozza 5' · Ceravolo 10' · Barreto 83' |           | 31' Bianchi · 43' Guzmán |                                           |  |

## Fase final
|  | Octavos de final | Octavos de final | Octavos de final | Octavos de final |   |           | Cuartos de final | Cuartos de final | Cuartos de final | Cuartos de final |  |         | Semifinal | Semifinal | Semifinal | Semifinal |         |         | Final   | Final | Final | Final |
|  |                  |                  |                  |                  |   |           |                  |                  |                  |                  |  |         |           |           |           |           |         |         |         |       |       |       |
|  | Cagliari         | 1                | 0                | 1                |   |           |                  |                  |                  |                  |  |         |           |           |           |           |         |         |         |       |       |       |
|  | Sampdoria        | 0                | 4                | 4                |   |           |                  |                  |                  |                  |  |         |           |           |           |           |         |         |         |       |       |       |
|  | Sampdoria        | 0                | 4                | 4                |   | Sampdoria | 1                | 0                | 1                |                  |  |         |           |           |           |           |         |         |         |       |       |       |
|  |                  |                  |                  |                  |   | Sampdoria | 1                | 0                | 1                |                  |  |         |           |           |           |           |         |         |         |       |       |       |
|  |                  | AS Roma          | 1                | 1                | 2 |           |                  |                  |                  |                  |  |         |           |           |           |           |         |         |         |       |       |       |
|  | Torino           | AS Roma          | 1                | 1                | 2 | 3         | 0                | 3                |                  |                  |  |         |           |           |           |           |         |         |         |       |       |       |
|  | Torino           |                  |                  |                  |   | 3         | 0                | 3                |                  |                  |  |         |           |           |           |           |         |         |         |       |       |       |
|  | AS Roma          | 1                | 4                | 5                |   |           |                  |                  |                  |                  |  |         |           |           |           |           |         |         |         |       |       |       |
|  | AS Roma          | 1                | 4                | 5                |   |           |                  |                  |                  |                  |  | AS Roma | 1         | 1         | 2         |           |         |         |         |       |       |       |
|  |                  |                  |                  |                  |   |           |                  |                  |                  |                  |  | AS Roma | 1         | 1         | 2         |           |         |         |         |       |       |       |
|  |                  | Catania          | 0                | 1                | 1 |           |                  |                  |                  |                  |  |         |           |           |           |           |         |         |         |       |       |       |
|  | Udinese          | Catania          | 0                | 1                | 1 | 0         | 1                | 2                |                  |                  |  |         |           |           |           |           |         |         |         |       |       |       |
|  | Udinese          |                  |                  |                  |   | 0         | 1                | 2                |                  |                  |  |         |           |           |           |           |         |         |         |       |       |       |
|  | Palermo          | 0                | 0                | 0                |   |           |                  |                  |                  |                  |  |         |           |           |           |           |         |         |         |       |       |       |
|  | Palermo          | 0                | 0                | 0                |   | Udinese   | 3                | 1                | 4                |                  |  |         |           |           |           |           |         |         |         |       |       |       |
|  |                  |                  |                  |                  |   | Udinese   | 3                | 1                | 4                |                  |  |         |           |           |           |           |         |         |         |       |       |       |
|  |                  | Catania (v.)     | 2                | 2                | 4 |           |                  |                  |                  |                  |  |         |           |           |           |           |         |         |         |       |       |       |
|  | AC Milan         | Catania (v.)     | 2                | 2                | 4 | 1         | 1                | 2                |                  |                  |  |         |           |           |           |           |         |         |         |       |       |       |
|  | AC Milan         |                  |                  |                  |   | 1         | 1                | 2                |                  |                  |  |         |           |           |           |           |         |         |         |       |       |       |
|  | Catania          | 2                | 1                | 3                |   |           |                  |                  |                  |                  |  |         |           |           |           |           |         |         |         |       |       |       |
|  | Catania          | 2                | 1                | 3                |   |           |                  |                  |                  |                  |  |         |           |           |           |           | AS Roma | AS Roma | AS Roma | 2     |       |       |
|  |                  |                  |                  |                  |   |           |                  |                  |                  |                  |  |         |           |           |           |           |         | AS Roma | AS Roma | 2     |       |       |
|  |                  | Inter            | Inter            | Inter            | 1 |           |                  |                  |                  |                  |  |         |           |           |           |           |         |         |         |       |       |       |
|  | Reggina          | Inter            | Inter            | Inter            | 1 | 1         | 0                | 1                |                  |                  |  |         |           |           |           |           |         |         |         |       |       |       |
|  | Reggina          |                  |                  |                  |   | 1         | 0                | 1                |                  |                  |  |         |           |           |           |           |         |         |         |       |       |       |
|  | Inter            | 4                | 3                | 7                |   |           |                  |                  |                  |                  |  |         |           |           |           |           |         |         |         |       |       |       |
|  | Inter            | 4                | 3                | 7                |   | Inter     | 2                | 3                | 5                |                  |  |         |           |           |           |           |         |         |         |       |       |       |
|  |                  |                  |                  |                  |   | Inter     | 2                | 3                | 5                |                  |  |         |           |           |           |           |         |         |         |       |       |       |
|  |                  | Juventus         | 2                | 2                | 4 |           |                  |                  |                  |                  |  |         |           |           |           |           |         |         |         |       |       |       |
|  | Empoli           | Juventus         | 2                | 2                | 4 | 2         | 3                | 5                |                  |                  |  |         |           |           |           |           |         |         |         |       |       |       |
|  | Empoli           |                  |                  |                  |   | 2         | 3                | 5                |                  |                  |  |         |           |           |           |           |         |         |         |       |       |       |
|  | Juventus         | 1                | 5                | 6                |   |           |                  |                  |                  |                  |  |         |           |           |           |           |         |         |         |       |       |       |
|  | Juventus         | 1                | 5                | 6                |   |           |                  |                  |                  |                  |  | Inter   | 0         | 2         | 2         |           |         |         |         |       |       |       |
|  |                  |                  |                  |                  |   |           |                  |                  |                  |                  |  | Inter   | 0         | 2         | 2         |           |         |         |         |       |       |       |
|  |                  | Lazio            | 0                | 0                | 0 |           |                  |                  |                  |                  |  |         |           |           |           |           |         |         |         |       |       |       |
|  | Lazio            | Lazio            | 0                | 0                | 0 | 2         | 1                | 3                |                  |                  |  |         |           |           |           |           |         |         |         |       |       |       |
|  | Lazio            |                  |                  |                  |   | 2         | 1                | 3                |                  |                  |  |         |           |           |           |           |         |         |         |       |       |       |
|  | Napoli           | 1                | 1                | 2                |   |           |                  |                  |                  |                  |  |         |           |           |           |           |         |         |         |       |       |       |
|  | Napoli           | 1                | 1                | 2                |   | Lazio     | 2                | 2                | 4                |                  |  |         |           |           |           |           |         |         |         |       |       |       |
|  |                  |                  |                  |                  |   | Lazio     | 2                | 2                | 4                |                  |  |         |           |           |           |           |         |         |         |       |       |       |
|  |                  | Fiorentina       | 1                | 1                | 2 |           |                  |                  |                  |                  |  |         |           |           |           |           |         |         |         |       |       |       |
|  | Ascoli           | Fiorentina       | 1                | 1                | 2 | 1         | 0                | 1                |                  |                  |  |         |           |           |           |           |         |         |         |       |       |       |
|  | Ascoli           |                  |                  |                  |   | 1         | 0                | 1                |                  |                  |  |         |           |           |           |           |         |         |         |       |       |       |
|  | Fiorentina       | 1                | 2                | 3                |   |           |                  |                  |                  |                  |  |         |           |           |           |           |         |         |         |       |       |       |

### Octavos de final

#### Cagliari - Sampdoria
| 11 de diciembre de 2007 | Cagliari  | 1:0 (0:0) | U. C. Sampdoria | Estadio Sant'Elia, Cagliari |  |
|                         | Matri 73' |           |                 |                             |  |

| 17 de enero de 2008 | U. C. Sampdoria                            | 4:0 (1:0) | Cagliari | Estadio Luigi Ferraris, Génova |  |
|                     | Bonazzoli 4', 89' · Sala 49' · Palombo 75' |           |          |                                |  |

#### Torino - Roma
| 20 de diciembre de 2007 | Torino F. C.                  | 3:1 (1:1) | A. S. Roma    | Estadio Olímpico de Turín, Turín |                           |
|                         | Recoba 12', 50' · Comotto 88' | Reporte   | 45+1' Mancini | Árbitro(s): Oscar Girardi        | Árbitro(s): Oscar Girardi |

| 16 de enero de 2008 | A. S. Roma                               | 4:0 (0:0) | Torino F. C. | Estadio Olímpico de Roma, Roma |                             |
|                     | Mancini 60' · Totti 62', 73' · Giuly 90' |           |              | Árbitro(s): Paolo Dondarini    | Árbitro(s): Paolo Dondarini |

#### Udinese - Palermo
| 19 de diciembre de 2007 | Udinese | 0:0 (0:0) | U. S. Palermo | Dacia Arena, Údine          |                             |
|                         |         | Reporte   |               | Árbitro(s): Maurizio Ciampi | Árbitro(s): Maurizio Ciampi |

| 18 de enero de 2008 | U. S. Palermo | 0:1 (0:0) | Udinese            | Estadio Renzo Barbera, Palermo |                           |
|                     |               | Reporte   | 90+1' Floro Flores | Árbitro(s): Carmine Russo      | Árbitro(s): Carmine Russo |

#### Milan - Catania
| 20 de diciembre de 2007 | A. C. Milan | 1:2 (1:2) | Catania                   | San Siro, Milán            |                            |
|                         | Paloschi 7' |           | 19' Spinesi · 26' Mascara | Árbitro(s): Mauro Bergonzi | Árbitro(s): Mauro Bergonzi |

| 16 de enero de 2008 | Catania    | 1:1 (1:0) | A. C. Milan  | Estadio Angelo Massimino, Catania |                             |
|                     | Vargas 12' | [http://calciocatania.it/campionato/campionato.php?id=11197 (enlace roto disponible en Internet Archive; véase el historial, la primera versión y la última). Reporte] | 68' Paloschi | Árbitro(s): Stefano Ayroldi       | Árbitro(s): Stefano Ayroldi |

#### Reggina - Inter
| 19 de diciembre de 2007 | Reggina       | 1:4 (0:2) | F. C. Internazionale                         | Stadio Oreste Granillo, Regio de Calabria |                              |
|                         | Pettinari 50' |           | 14' Crespo · 30', 85' Balotelli · 61' Solari | Árbitro(s): Matteo Trefoloni              | Árbitro(s): Matteo Trefoloni |

| 17 de enero de 2008 | F. C. Internazionale                         | 3:0 (2:0) | Reggina | Estadio Giuseppe Meazza, Milán |                          |
|                     | Crespo 34' · Cascione 45' (aut.) · César 90' |           |         | Árbitro(s): Denis Salati       | Árbitro(s): Denis Salati |

#### Empoli - Juventus
| 6 de diciembre de 2007 | Empoli F. C.          | 2:1 (1:0) | Juventus F. C. | Estadio Carlo Castellani, Empoli |                            |
|                        | Pozzi 20' · Abate 51' |           | 81' Iaquinta   | Árbitro(s): Stefano Farina       | Árbitro(s): Stefano Farina |

| 15 de enero de 2008 | Juventus F. C.                                                        | 5:3 (2:2) | Empoli F. C.                  | Estadio Olímpico de Turín, Turín |                              |
|                     | Marchionni 3' · Nedvěd 10' · Iaquinta 48', 60' · Del Piero 76' (pen.) |           | 32' Antonini · 45', 51' Pozzi | Árbitro(s): Andrea Gervasoni     | Árbitro(s): Andrea Gervasoni |

#### Lazio - Napoli
| 19 de diciembre de 2007 | S. S. Lazio                    | 2:1 (0:1) | S. S. C. Napoli | Estadio Olímpico de Roma, Roma |                              |
|                         | De Silvestri 66' · Baronio 71' |           | 28' Dalla Bona  | Árbitro(s): Nicola Stefanini   | Árbitro(s): Nicola Stefanini |

| 17 de enero de 2008 | S. S. C. Napoli | 1:1 (0:0) | S. S. Lazio | Estadio San Paolo, Nápoles         |                                    |
|                     | Domizzi 79'     |           | 55' Tare    | Árbitro(s): Paolo Silvio Mazzoleni | Árbitro(s): Paolo Silvio Mazzoleni |

#### Ascoli - Fiorentina
| 11 de diciembre de 2007 | Ascoli      | 1:1 (0:1) | A. C. F. Fiorentina | Estadio Cino e Lillo Del Duca, Ascoli Piceno |                          |
|                         | Guberti 79' |           | 23' Krøldrup        | Árbitro(s): Paolo Valeri                     | Árbitro(s): Paolo Valeri |

| 16 de enero de 2008 | A. C. F. Fiorentina | 2:0 (0:0) | Ascoli | Estadio Artemio Franchi, Florencia |                          |
|                     | Pazzini 61', 86'    |           |        | Árbitro(s): Giorgio Lops           | Árbitro(s): Giorgio Lops |

### Cuartos de final

#### Sampdoria - Roma
| 23 de enero de 2008 | U. C. Sampdoria | 1:1 (0:0) | A. S. Roma  | Estadio Luigi Ferraris, Génova                              |                                                             |
|                     | Ziegler 62'     |           | 69' Vucinic | Asistencia: 12.062 espectadores Árbitro(s): Emidio Morganti | Asistencia: 12.062 espectadores Árbitro(s): Emidio Morganti |

| 29 de enero de 2008 | A. S. Roma  | 1:0 (0:0) | U. C. Sampdoria | Estadio Olímpico de Roma, Roma                             |                                                            |
|                     | Mancini 60' | Reporte   |                 | Asistencia: 24.715 espectadores Árbitro(s): Nicola Ayroldi | Asistencia: 24.715 espectadores Árbitro(s): Nicola Ayroldi |

#### Udinese - Catania
| 23 de enero de 2008 | Udinese                                            | 3:2 (1:2) | Catania                 | Dacia Arena, Údine                                         |                                                            |
|                     | Ferronetti 9' · Pepe 71' (pen.) · Dalbelo Dias 76' | Reporte   | 12' Izco · 31' Martínez | Asistencia: 1.176 espectadores Árbitro(s): Andrea De Marco | Asistencia: 1.176 espectadores Árbitro(s): Andrea De Marco |

| 30 de enero de 2008 | Catania                    | 2:1 (1:1) | Udinese | Estadio Angelo Massimino, Catania |                               |
|                     | Spinesi 44' · Morimoto 89' | [http://calciocatania.it/campionato/campionato.php?id=11197 (enlace roto disponible en Internet Archive; véase el historial, la primera versión y la última). Reporte] | 1' Pepe | Árbitro(s): Paolo Tagliavento     | Árbitro(s): Paolo Tagliavento |

#### Inter - Juventus
| 23 de enero de 2008 | F. C. Internazionale | 2:2 (0:0) | Juventus F. C.               | Estadio Giuseppe Meazza, Milán                             |                                                            |
|                     | Cruz 53', 74'        | Reporte   | 79' Del Piero · 85' Boumsong | Asistencia: 29.329 espectadores Árbitro(s): Stefano Farina | Asistencia: 29.329 espectadores Árbitro(s): Stefano Farina |

| 30 de enero de 2008 | Juventus F. C.               | 2:3 (2:2) | F. C. Internazionale                 | Estadio Olímpico de Turín, Turín                                 |                                                                  |
|                     | Del Piero 14' · Iaquinta 31' | Reporte   | 10', 53' Balotelli · 39' (pen.) Cruz | Asistencia: 20.616 espectadores Árbitro(s): Massimiliano Saccani | Asistencia: 20.616 espectadores Árbitro(s): Massimiliano Saccani |

#### Lazio - Fiorentina
| 23 de enero de 2008 | S. S. Lazio               | 2:1 (2:1) | A. C. F. Fiorentina | Estadio Olímpico de Roma, Roma                                  |                                                                 |
|                     | Kolarov 19' · Behrami 20' |           | 39' Pazzini         | Asistencia: 9.948 espectadores Árbitro(s): Massimiliano Saccani | Asistencia: 9.948 espectadores Árbitro(s): Massimiliano Saccani |

| 30 de enero de 2008 | A. C. F. Fiorentina | 1:2 (1:1) | S. S. Lazio              | Estadio Artemio Franchi, Florencia                           |                                                              |
|                     | Semioli 17'         |           | 34' Kolarov · 61' Rocchi | Asistencia: 10.457 espectadores Árbitro(s): Christian Brighi | Asistencia: 10.457 espectadores Árbitro(s): Christian Brighi |

### Semifinales

#### Roma - Catania
| 16 de abril de 2008 | A. S. Roma | 1:0 (0:0) | Catania | Estadio Olímpico de Roma, Roma                             |                                                            |
|                     | Totti 46'  | Reporte   |         | Asistencia: 15.000 espectadores Árbitro(s): Nicola Ayroldi | Asistencia: 15.000 espectadores Árbitro(s): Nicola Ayroldi |

| 8 de mayo de 2008 | Catania       | 1:1 (1:1) | A. S. Roma          | Estadio Angelo Massimino, Catania                           |                                                             |
|                   | Silvestri 29' | Reporte   | 26' (pen.) Aquilani | Asistencia: 15.000 espectadores Árbitro(s): Emidio Morganti | Asistencia: 15.000 espectadores Árbitro(s): Emidio Morganti |

#### Inter - Lazio
| 16 de abril de 2008 | F. C. Internazionale | 0:0 (0:0) | S. S. Lazio | Estadio Giuseppe Meazza, Milán                              |  |
|                     |                      |           |             | Asistencia: 11.016 espectadores Árbitro(s): Gianluca Rocchi |  |

| 7 de mayo de 2008 | S. S. Lazio | 0:2 (0:1) | F. C. Internazionale | Estadio Olímpico de Roma, Roma                                   |                                                                  |
|                   |             |           | 51' Pelé · 85' Cruz  | Asistencia: 45.000 espectadores Árbitro(s): Massimiliano Saccani | Asistencia: 45.000 espectadores Árbitro(s): Massimiliano Saccani |

### Final
| 24 de mayo de 2008 | A. S. Roma               | 2:1 (1:0) | F. C. Internazionale | Estadio Olímpico de Roma, Roma                              |                                                             |
|                    | Mexès 36' · Perrotta 54' | Reporte   | 60' Pelé             | Asistencia: 65.000 espectadores Árbitro(s): Emidio Morganti | Asistencia: 65.000 espectadores Árbitro(s): Emidio Morganti |

| 32         | POR        | Doni              |       |
| 77         | DEF        | Marco Cassetti    |       |
| 5          | DEF        | Philippe Mexès    |       |
| 4          | DEF        | Juan              |       |
| 22         | DEF        | Max Tonetto       |       |
| 16         | MED        | Daniele De Rossi  |       |
| 7          | MED        | David Pizarro     |       |
| 14         | MED        | Ludovic Giuly     | 65'   |
| 8          | MED        | Alberto Aquilani  | 90+1' |
| 20         | MED        | Simone Perrotta   |       |
| 9          | DEL        | Mirko Vučinić     | 74'   |
| Entrenador | Entrenador | Luciano Spalletti |       |

| 1          | POR        | Francesco Toldo  |     |
| 13         | DEF        | Maicon           |     |
| 16         | DEF        | Nicolás Burdisso |     |
| 26         | DEF        | Cristian Chivu   |     |
| 6          | DEF        | Maxwell          |     |
| 4          | MED        | Javier Zanetti   | 89' |
| 14         | MED        | Patrick Vieira   |     |
| 31         | MED        | César            | 61' |
| 5          | MED        | Dejan Stanković  | 46' |
| 29         | DEL        | David Suazo      |     |
| 45         | DEL        | Mario Balotelli  |     |
| Entrenador | Entrenador | Roberto Mancini  |     |

| 3  | DEF | Cicinho           | 65' |
| 33 | MED | Matteo Brighi     | 74' |
| 2  | DEF | Christian Panucci | 91' |

| 30 | MED | Pelé          | 46' |
| 11 | MED | Luis Jiménez  | 61' |
| 18 | DEL | Hernán Crespo | 89' |

| Anotado | 36' | Philippe Mexès  | 1–0 |
| Anotado | 54' | Simone Perrotta | 2–0 |

| Anotado | 60' | Pelé | 2–1 |

| Amonestado | 55' | Simone Perrotta |
| Amonestado | 73' | Mirko Vučinić   |

| Amonestado | 54' | Francesco Toldo  |
| Amonestado | 61' | Patrick Vieira   |
| Amonestado | 73' | Nicolás Burdisso |
| Amonestado | 86' | Pelé             |

| Árbitro | Emidio Morganti |

| 32         | POR        | Doni              |       |
| 77         | DEF        | Marco Cassetti    |       |
| 5          | DEF        | Philippe Mexès    |       |
| 4          | DEF        | Juan              |       |
| 22         | DEF        | Max Tonetto       |       |
| 16         | MED        | Daniele De Rossi  |       |
| 7          | MED        | David Pizarro     |       |
| 14         | MED        | Ludovic Giuly     | 65'   |
| 8          | MED        | Alberto Aquilani  | 90+1' |
| 20         | MED        | Simone Perrotta   |       |
| 9          | DEL        | Mirko Vučinić     | 74'   |
| Entrenador | Entrenador | Luciano Spalletti |       |

| 1          | POR        | Francesco Toldo  |     |
| 13         | DEF        | Maicon           |     |
| 16         | DEF        | Nicolás Burdisso |     |
| 26         | DEF        | Cristian Chivu   |     |
| 6          | DEF        | Maxwell          |     |
| 4          | MED        | Javier Zanetti   | 89' |
| 14         | MED        | Patrick Vieira   |     |
| 31         | MED        | César            | 61' |
| 5          | MED        | Dejan Stanković  | 46' |
| 29         | DEL        | David Suazo      |     |
| 45         | DEL        | Mario Balotelli  |     |
| Entrenador | Entrenador | Roberto Mancini  |     |

| 3  | DEF | Cicinho           | 65' |
| 33 | MED | Matteo Brighi     | 74' |
| 2  | DEF | Christian Panucci | 91' |

| 30 | MED | Pelé          | 46' |
| 11 | MED | Luis Jiménez  | 61' |
| 18 | DEL | Hernán Crespo | 89' |

| Anotado | 36' | Philippe Mexès  | 1–0 |
| Anotado | 54' | Simone Perrotta | 2–0 |

| Anotado | 60' | Pelé | 2–1 |

| Amonestado | 55' | Simone Perrotta |
| Amonestado | 73' | Mirko Vučinić   |

| Amonestado | 54' | Francesco Toldo  |
| Amonestado | 61' | Patrick Vieira   |
| Amonestado | 73' | Nicolás Burdisso |
| Amonestado | 86' | Pelé             |

| Árbitro | Emidio Morganti |

|                        |
|                        |
| Campeón Roma 9° título |

## Máximos goleadores
| Jugador           | Equipo   | Goles |
| ----------------- | -------- | ----- |
| Mario Balotelli   | Inter    | 4     |
| Julio Cruz        | Inter    | 4     |
| Vincenzo Iaquinta | Juventus | 4     |